# 大椎龍屬
大椎龍屬又名巨椎龍，屬名在希臘文意為「巨大的脊椎」。大椎龍是基础蜥脚形亚目的一屬，生存於侏羅紀早期的（赫塘階到普林斯巴赫階），約2億年前到1億8300萬年前。大椎龍是在1854年，由理查·歐文根據來自於南非的化石而命名。因此牠們是最早命名的恐龍之一。大椎龍的化石已經在南非、賴索托、以及尚比亞等地發現。此外，在美國亞利桑那州的卡岩塔組、印度、阿根廷等地發現了類似的化石，亞利桑那州、阿根廷發現的化石已被歸類於其他屬。
長久以來，大椎龍被描述成四足恐龍，但一份2007年的研究認為大椎龍是二足恐龍。雖然基础蜥脚类恐龍被推論可能為雜食性動物，大椎龍卻可能是植食性動物。大椎龍身長4到6公尺，具有長頸部、長尾巴、小型頭部、以及修長的身體。大椎龍的前肢具有銳利的拇指指爪，可能用來防衛或協助進食。近年的研究發現大椎龍是以穩定地成長，並具有類似鳥類的氣囊，而且有親代養育的行為。
模式種是刀背大椎龍（M. carinatus）；在過去150年來，還有其他七個種被建立過，但其中只有卡拉大椎龍（M. kallae）是目前被認可的有效種。在2000年代，基础蜥脚类的系統分類學已被多次更改過，而許多科學家在当时對於大椎龍在恐龍演化樹中的正確位置，沒有一致的結論。大椎龍科被建立以包含大椎龍屬，但很多年都無法確定有哪些恐龍屬於大椎龍科；直到2007年，有數個研究支持大椎龍科的有效性。

## 敘述

大椎龍與人類的體型比較圖

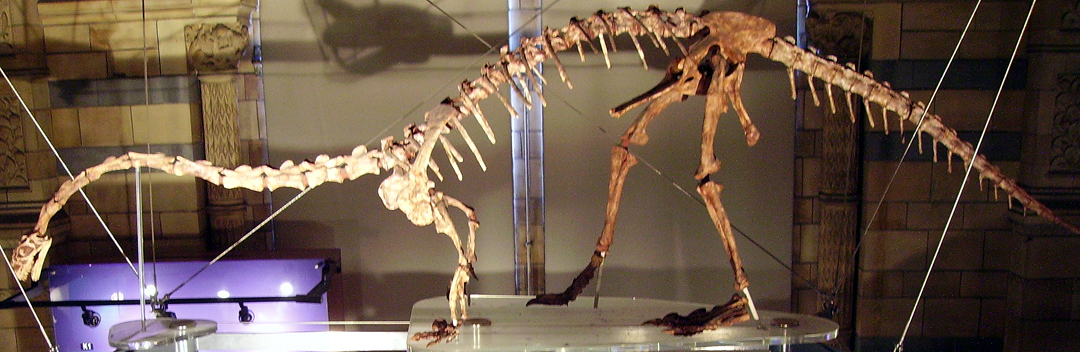
一個大椎龍的骨架，位於倫敦自然歷史博物館，採取2007年之前的四足步態版本。

大椎龍是種中等大小的基础蜥脚类恐龍，身長約4公尺，體重接近135公斤，少數的研究則估計大椎龍的身長可達6公尺。大椎龍長久以來被認為是四足動物，但2007年的一份對於前肢生理構造的研究，則認為從牠們的動作範圍，排除了慣常四足步伐的可能。這個研究也認為大椎龍手部轉動的幅度有限，排除了以指關節著地或其他形式的行走方式。
在其他方面，大椎龍是種典型的基础蜥脚类恐龍。牠們的身體修長，頸部長，具有大約9節長頸椎、13節背椎、3節薦椎、以及至少40節尾椎。恥骨朝前，如同大部分的蜥臀目恐龍。與同為基础蜥脚类的板龍相比，大椎龍的身體較為輕型。一個近年的發現，顯示大椎龍具有發展良好的鎖骨，並連接成類似叉骨的型態，由此可知牠們的肩胛骨固定不動，更可知這些鎖骨不像那些沒有真正叉骨的恐龍一樣地缺乏功能。這個發現也指出鳥類的叉骨是從鎖骨演化而來的。
如同板龍，大椎龍的每個腳掌都有5根腳趾，拇指有大型指爪，可用來協助進食，或抵禦掠食者。前掌的第四與第五指小型，使前掌看起來不對稱。該2007年的研究指出大椎龍的雙手手掌面朝內；而化石出土時，腕部從未保持在關節連接的狀態。

### 頭骨

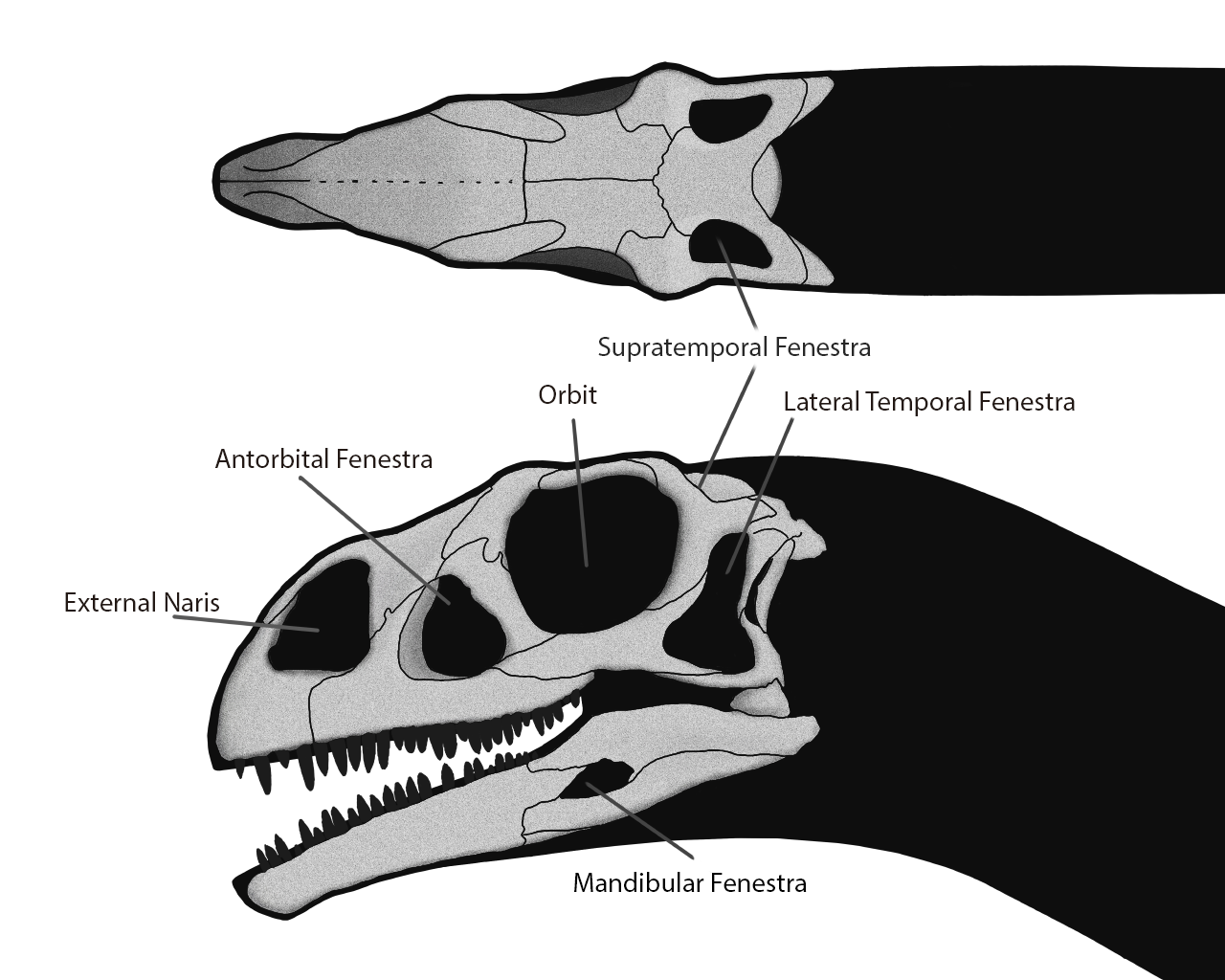
大椎龍的顱骨示意圖。顯示出不同的窩孔，從左到右分別為：外鼻孔、眶前孔、眼眶、側顳孔、上顳孔(右上)、下頜孔(下)。

大椎龍的頭部小，長度接近股骨長度的一半。頭部的眾多窩孔，減低了頭部的重量，並提供肌肉附著處，與容納感覺器官。這些窩孔在頭部兩側成對排列。頭部前方為兩個大型、橢圓形的鼻孔。眶前孔（Antorbital fenestrae）位於鼻孔與眼睛之間，小於板龍的眶前孔。眼窩所佔頭部面積比例大於板龍的眼窩。頭部後方則為兩對顳顬孔（Temporal fenestrae）：位於眼窩後方中間的側顳孔（Lateral temporal fenestrae）、與頭頂上側的上顳孔（Supratemporal fenestrae）。下頜兩側也有小型窩孔。傳統上，大椎龍的頭部被重建成較板龍的為寬、短，但從不同的標本得知，這個形狀可能是導因於化石被擠壓時，遭受到不同的力道而變形。有些頭部特徵隨者個體而有所不同，例如：眼窩上側的骨頭厚度、上頜骨後段的高度。這些差異可能是兩性異形，或者是個體變化。

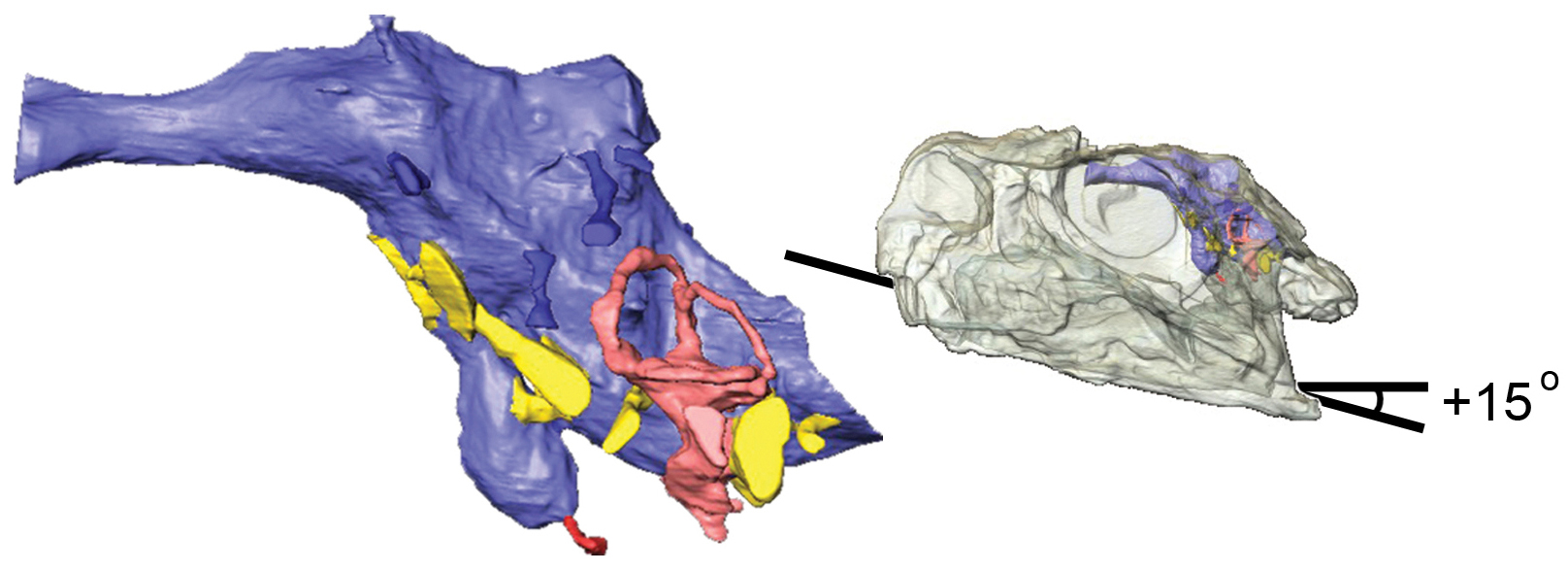
大椎龍的顱腔模型(上)、與頭部的相對位置圖(下)

如同其他基础蜥脚类恐龍，大椎龍被推測具有頰部。這個推測是根據那些缺乏頰部的爬蟲類，牠們的頜部骨頭表面具有數量眾多的小洞，而大椎龍的頜部骨頭表面只有少數大型洞孔可供血管通過。頰部可在大椎龍進食時，防止食物溢出。在1986年，阿佛列德·克朗普頓（A.W. Crompton）與約翰·阿特里奇（John Attridge）認為大椎龍明顯地咬合不良，並提出下頜前端應具有角質喙嘴，才能解釋口鼻部前方牙齒的磨損，與彌補前方牙齒長度的差異。但是，這個理論後來被認為是錯誤的，應該是上下擠壓的結果。未受到擠壓的頭顱骨並未呈現咬合不良的現象。牙齒的形態似乎隨者位置而不同。下頜的牙齒沒有上頜牙齒長。頜部牙齒似乎隨者位置不同，而有形態上的變化，但並沒有如畸齒龍的牙齒那樣明顯特化。接近口鼻部前方的牙齒，橫剖面為圓形，越往末端逐漸變尖；後方的牙齒呈匙狀，橫剖面為卵形。

## 發現
大椎龍的第一個化石是在1853年發現，由英國政府調查員約瑟夫·奧賓（Joseph Millard Orpen）發現於南非哈利史密斯的上艾略特組。並在1854年，由英國古生物學家理查·歐文（Richard Owen）敘述、命名，歐文當時認為這些化石是某種大型肉食性爬行動物，是現代蜥蜴的已滅絕近親，而非恐龍。大椎龍的正模標本包含56個骨頭：從頸部到背部與尾巴的脊椎、一個肩帶、一個肱骨、部分骨盆、一個股骨、一個脛骨、以及手掌與腳掌的骨頭。這些標本被發現時，呈現關節脫落的非天然狀態，所以當時難以辨識骨頭是否同屬一個物種。歐文將尾椎化石分成三種形態，建立為三屬：大椎龍（Massospondylus）、Leptospondylus、Pachyspondylus。大椎龍的屬名在古希臘文意為「巨大的脊椎」，因為其尾椎比其他兩者還長。之後研究發現大椎龍的尾椎，實際上是頸椎，而三屬的化石其實是相同物種。這個正模標本存放於倫敦的英國皇家外科醫學院，但在第二次世界大戰期間遭到轟炸摧毀，只有部分頭顱骨還在。
在南非與賴索托的上艾略特組、克萊倫斯組、布什維爾砂岩組，發現了大椎龍的可能化石；其他地區還有：辛巴威上卡羅砂岩層的森林砂岩組、阿根廷的Cañon del Colorado組或El Tranquilo組、以及亞利桑那州的卡岩塔組。這些化石由至少80個部份骨骸、以及4個頭顱骨所構成，幼年與成年個體都有。在1985年，亞利桑那州卡岩塔組發現一個頭顱骨，可能屬於大椎龍。這個卡岩塔頭顱骨與非洲所發現的最大型頭顱骨相比，還大上25%。前上頜骨具有4顆牙齒，上頜骨有6顆牙齒。齶骨有長約1公厘的迷你牙齒，這在恐龍中相當獨特。在亞利桑那州卡岩塔組發現的頭顱骨，比南非發現的最大頭顱骨，還大上25%。最近，對於非洲大椎龍頭顱骨的重新研究，指出卡岩塔組的標本並不屬於大椎龍。在卡岩塔組發現的頭顱骨與身體骨骼（編號MCZ 8893），已被建立為新屬，莎拉龍（Sarahsaurus）。
阿根廷過去曾發現疑似大椎龍的化石，包含數個部份骨骸，與至少一個頭顱骨，發現於聖胡安省的Cañon del Colorado組，年代為侏羅紀早期。在2009年，這些化石被認為屬於大椎龍的近親，被建立為獨立屬，遠食龍（Adeopapposaurus）。

### 種
大椎龍的模式種是刀背大椎龍（M. carinatus），是由理查·歐文所建立。屬名衍化自古希臘文，masson/μάσσων意為「巨大的」，而sphondylos/σφονδυλος意為「脊椎」；而種名意為「剃刀般的背部」。在2009年，保羅·巴雷特（Paul Barrett）將一個發現於南非上艾略特組的部分頭顱骨，命名為新種M. kaalae。上艾略特組也發現過一些刀背大椎龍的化石，顯示這兩個種生存於相同年代。這兩個種的頭顱骨形態、特徵不同，例如M. kaalae的前上頜骨比例較長。
大椎龍過去曾有過許多其他種，但大部分不被承認是有效種，包括：
- 布朗氏大椎龍（M. browni）：由哈利·絲萊（H.G. Seeley）在1895年命名[26]。
- 哈里斯氏大椎龍（M. harriesi）：由羅伯特·布魯姆（Robert Broom）在1911年命名[15]。
- 希氏大椎龍（M. hislopi）：由理查德·萊德克（Richard Lydekker）在1890年命名[27]。
- 休尼氏大椎龍（M. huenei）： 由庫柏（M. R. Crooper）在1981年命名[16]。
- 拉氏大椎龍（M. rawesi）：由萊德克在1890年命名[27]。
- 施氏大椎龍（M. schwarzi）： 由席尼·賀頓（Sydney H. Haughton）在1924年命名[28]。

布朗氏大椎龍、哈里斯氏大椎龍、以及施氏大椎龍，都發現於南非角省的上艾略特組。三者都只有破碎的化石，大部分近年的研究將牠們視為疑名。布朗氏大椎龍的化石有2節頸椎、2節背椎、3節尾椎、以及混雜的後肢碎片。哈里斯氏大椎龍的化石只有前肢。施氏大椎龍的化石是一個不完整後肢與薦骨。希氏大椎龍與拉氏大椎龍的化石都發現於印度。希氏大椎龍的化石為脊椎，發現於安得拉邦的馬勒爾組，年代為晚三疊紀。拉氏大椎龍的化石是兩顆牙齒，發現於馬哈拉施特拉邦的Takli組，年代為晚白堊紀。在最近的看法裡，希氏大椎龍暫時被視為一種無法確定的蜥腳形亞目動物。拉氏大椎龍可能是種獸腳類恐龍，或者並非恐龍。庫柏則提出休尼氏大椎龍就是許氏祿豐龍，因此他認為祿豐龍與大椎龍是同種動物。但這個看法並不被接受。

### 疑名
有數種恐龍常被認為是大椎龍的異名，包括：Aristosaurus、Dromicosaurus、Gryponyx、Hortalotarsus、Leptospondylus、以及Pachyspondylus，這些恐龍的有效性不大，也被視為疑名。Hortalotarsus是由哈利·絲萊在1894年建立，化石包含部份腿骨。根據羅伯特·布魯姆的紀錄，當地農人以為這些身體骨骼屬於布西曼族，因為擔心這些布西曼族骨頭會削弱他們下一代的信仰，這些農人挖到化石時通常會摧毀，而一些腿部化石被搶救。第二年，理察·歐文將一些脊椎命名為Leptospondylus與Pachyspondylus。這些化石都在第二次世界大戰期間遭到摧毀。在1920年，E.C.N. van Hoepen根據一個接近完整的骨骸，建立了Aristosaurus。他另外將一個部份骨骸命名為Dromicosaurus。在1924年，席尼·賀頓命名了Gryponyx，化石為臀部骨頭。以上化石都發現於南非的赫塘階到錫內穆階，約跟大椎龍同一時期。根據國際動物命名法規，這些名稱是大椎龍的次同物異名。大椎龍比這些名稱還早出現在科學文獻中，因此大椎龍具有優先權。
懦弱龍的化石是一個部分身體骨骼，年齡可能少於一歲，可能跟大椎龍是相同物種。

## 分類
大椎龍曾经属于原蜥腳下目，生存於三疊紀與侏儸紀，並在侏儸紀末期滅亡。原蜥腳下目曾经包含的其他著名屬：板龍、雲南龍、與里奧哈龍。基礎蜥腳形亞目的系統發生學仍在爭論中，根據親緣分支分類法，一個天然演化支應包含牠們的共同祖先與其共同祖先的所有後代，所以許多過去被認為是典型基础蜥脚类的物種，因為無法與原有物種構成一天然演化支，近年被排除在原蜥腳下目之外。但哪些物種構成原蜥腳類為一個單系群，仍不確定。在2003年，亞當·耶茨（Adam Yates）與詹姆斯·基欽（James Kitching）公佈了一個演化支，包含：里奧哈龍、板龍、科羅拉多斯龍、大椎龍、以及祿豐龍。在2004年，彼得·加爾東（Peter M．Galton）與保羅·阿普徹奇（Paul Upchurch）則將原蜥腳下目列為單系群，包含：砂龍、近蜥龍、愛珍多龍、卡米洛特龍、科羅拉多斯龍、優肢龍、金山龍、萊森龍、祿豐龍、大椎龍、黑丘龍、鼠龍、板龍、里奧哈龍、呂勒龍、農神龍、鞍龍、槽齒龍、易門龍、以及雲南龍。在2005年，傑佛瑞·威爾森（Jeffrey A. Wilson）提出大椎龍、金山龍、板龍、與祿豐龍，形成一個天然演化支，可能還有貝里肯龍、雷前龍等蜥腳類恐龍。在2007年，Matthew F. Bonnan與耶茨提出卡米洛特龍、貝里肯龍、黑山龍可能屬於蜥腳下目。同樣在2007年，耶茨將雷前龍、黑丘龍、貝里肯龍歸類為基礎蜥腳類恐龍，而且認為原蜥腳下目是板龍科的異名，而沒有使用這分類。但耶茨並沒有排除少部份原蜥腳類構成一個單系群的可能性，這些成員包含板龍、里奧哈龍、大椎龍、以及牠們的最近親。
大椎龍是大椎龍科的模式屬，該科名稱即來自於大椎龍。大椎龍科可能包含雲南龍，但在2007年，Lu等人將雲南龍列入個別的雲南龍科。在2007年，耶茨提出近蜥龍類，而大椎龍科的大椎龍、科羅拉多斯龍、祿豐龍，以及雲南龍屬於近蜥龍類。同樣在2007年，納森·史密斯（Nathan D. Smith）與迪亞戈·玻爾（Diego Pol）在他們的系統發生學研究中，將大椎龍、科羅拉多斯龍、祿豐龍、以及他們新建的冰河龍（Glacialisaurus），列入大椎龍科中。數個發現於阿根廷的疑似大椎龍化石，被建立為新屬，遠食龍與萊氏龍，都屬於大椎龍科。發現於印度的Pradhania，最初被認為是種原始蜥腳形亞目恐龍；在2011年的親緣分支分類法研究，發現Pradhania是種相當原始的大椎龍科恐龍。Pradhania有兩個大椎龍科的共有衍徵，Pradhania、M. hislopi的化石都發現於印度的相同地理區域。

## 古生態學
在侏儸紀早期，世界各地的動物群與植物群都很類似。蕨類適應炎熱的氣候，成為常見的植物，而各地的恐龍動物群主要由原蜥腳類與基礎獸腳類恐龍組成。早侏儸紀時期的非洲南部應該是沙漠環境。與大椎龍共存於非洲的同時期動物包含：早期的鱷形超目動物、獸孔目的三瘤齒獸科與三稜齒獸科、哺乳類的摩爾根獸科，其他的恐龍則包含：小型獸腳類合踝龍、黑丘龍的一種、早期的鳥臀目賴索托龍、畸齒龍科的醒龍、畸齒龍、與狼鼻龍。
目前不清楚哪些掠食性動物會以大椎龍為食。目前在非洲南部發現的早侏儸世獸腳類恐龍，例如合踝龍，大部分比大椎龍還小。經推測，這些小型掠食動物使用快速攻擊的方式，消耗原蜥腳類恐龍的體力，而原蜥腳類恐龍會以手與腳上的大型指爪，來防衛自己。在2006年，南非艾略特組發現了一種新的獸腳類恐龍，龍獵龍（Dracovenator），身長約6公尺，生存於赫塘階到錫內穆階，約跟大椎龍同一時期。

## 古生物學
如同所有恐龍，大椎龍的許多生物學層面仍然未知，例如：行為、外表顏色、生理機能。但是近年的研究提出了關於生長模式、食性、步態、繁衍、以及呼吸等方面的假設。
一個2007年的研究提出大椎龍會將短前肢用在抵抗掠食動物、物種內打鬥、或是協助進食，但牠們的前肢太短，無法碰到嘴部。科學家們假設大椎龍會使用拇指指爪來打鬥，或是折下樹上的食物。

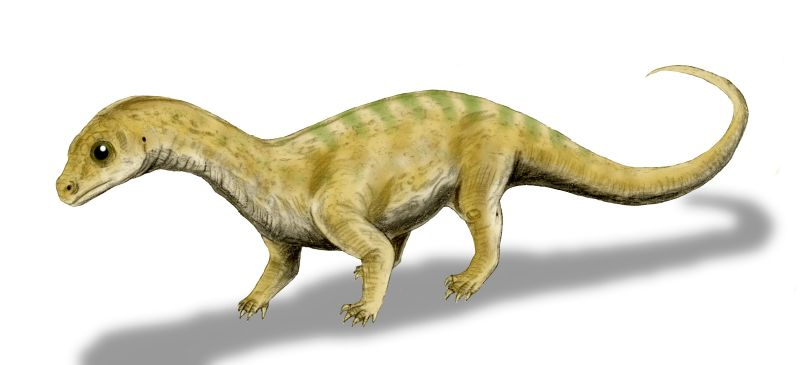
幼年大椎龍想像圖，幼年的大椎龍是採取四足步態。

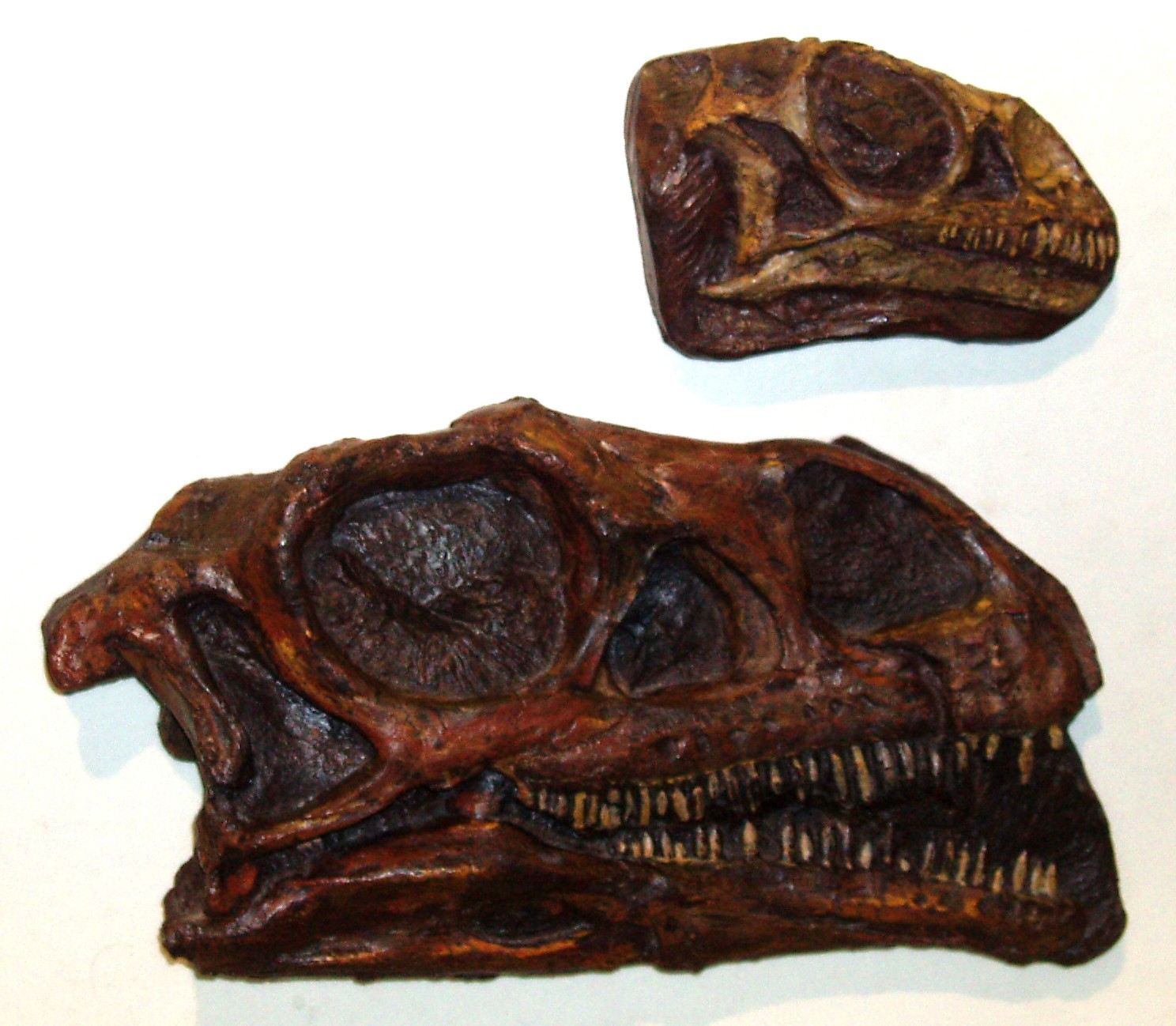
幼年與成年個體的頭顱骨

### 生長模式
一個2005年的研究指出，大椎龍的近亲板龍的生長模式受到環境的影響。這個研究當食物為植物，或是氣候適宜時，板龍的生長速率會加快。這種生長模式稱為「發育可塑性」（Developmental plasticity）。但包含板龍的近親大椎龍在內的其他恐龍，都沒發現過這種現象。這個研究認為大椎龍有者特殊的生長模式，牠們的生長率有少許變化，並依個體的體型而定。另一個研究則認為大椎龍的成長率可達增加每年34.6公斤，並持續約15年。。

### 食性
大椎龍屬於基礎蜥腳類，基礎蜥腳類恐龍可能是植食性或雜食性動物。在80年代，科學家們開始爭論基礎蜥腳類是肉食性的可能性。但是，基礎蜥腳類是肉食性的假說已被否定，所有的近年研究傾向於基礎蜥腳類是植食性或雜食性。在2004年，加爾東與阿普徹奇發現大部分基礎蜥腳類的頭部特徵（例如頜部關節），較類似植食性爬蟲類，而非肉食性爬蟲類；牙齒形狀類似現代鬣蜥，而鬣蜥為植食性或雜食性動物。牠們的齒冠最寬處大於齒根寬度，形成切割用邊緣，類似現代植食性或雜食性爬蟲類的牙齒。在2000年，保羅·巴雷特（Paul M. Barrett）提出基礎蜥腳類除了以植物為食外，還會以小型動物或屍體補充食物。曾經在南非的大椎龍化石附近發現胃石，維吉尼亞州的三疊紀晚期地層曾一個類似大椎龍的化石，也發現胃石。顯示大椎龍吞下石頭以協助消化。

### 繁衍

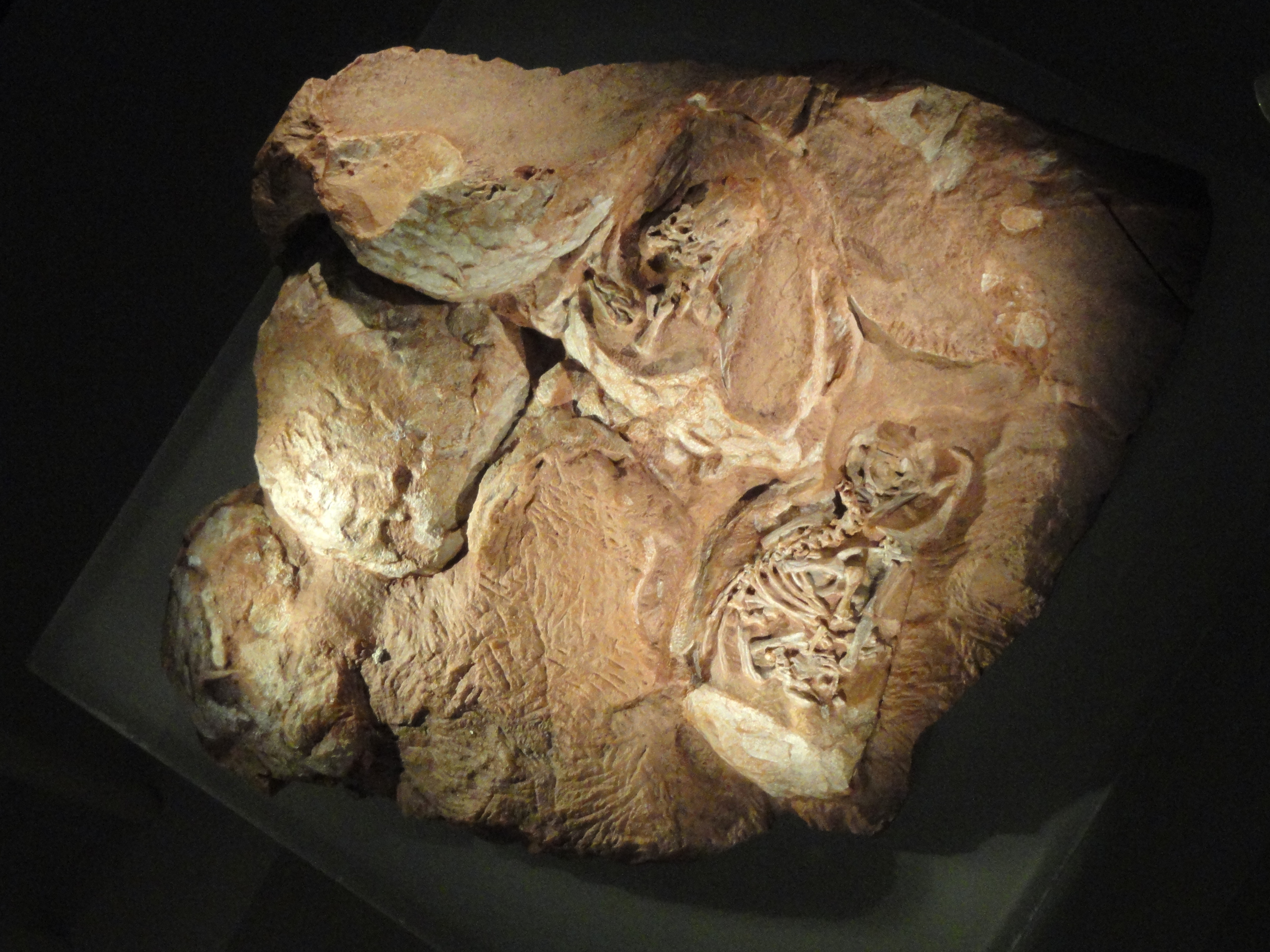
大椎龍的蛋與胚胎化石，皇家安大略博物館

在1977年，詹姆斯·基钦（James Kitching）在南非金門高地國家公園發現了7顆蛋化石，地質年代約1億9000萬年前，基钦鑑定牠們極可能屬於大椎龍。直到將近30年之後，才能將蛋化石中的15公分大胚胎取出。牠們是目前所發現最古老的恐龍胚胎。在2012年，在四個挖掘地點發現至少10個蛋巢，每個蛋巢約有34個蛋化石。根據地質結構，顯示這些蛋巢是建築於接近水岸的地帶。這些接近出生的胚胎沒有牙齒，顯示牠們沒有辦法自己覓食。根據這些胚胎缺乏牙齒，以及身體的比例，科學家們推測大椎龍出生後必定會有親代養育。在2012年發現的蛋巢，顯示剛孵化幼體仍待在蛋巢，直到牠們身體成長至出生時的兩倍。這些接近出生的胚胎，四肢長度一樣，顯示牠們剛孵化時可能是採取四足方式行走。新發現的剛孵化幼體足跡化石，證實牠們剛孵化時是採取四足方式行走。與身體相比，頭部與眼睛很大，這點與其他脊椎動物的年幼個體相同。這些胚胎的四足性，顯示之後的蜥腳類恐龍會採取四足步態，是因為成年個體保有了幼年個體的特徵，這種演化現象名為幼體性熟（Pedomorphosis（页面存档备份，存于））。這些蛋巢可能會被重複使用、或是集體築巢，這是已知最古老的棲地忠實性、繁殖集落證據。

### 呼吸系統
許多蜥臀目恐龍的脊椎與肋骨具有空腔，可以減輕骨頭的重量，或可能是初步的空氣流通系統，類似現代的鳥類。在這個系統中，頸部的脊椎與肋骨內有頸部氣囊，背椎前段內有肺臟，背椎後段與薦椎則有腹部的氣囊。這些器官運作者複雜、非常有效的呼吸作用。基礎蜥腳類是蜥臀目中，唯一沒有額外氣孔的主要生物群。雖然板龍與槽齒龍的化石已發現可能的氣洞，這些凹洞非常的小。在2007年，一個研究提出基礎蜥腳類恐龍，可能如同牠們的姐妹分類單元（獸腳亞目與蜥腳下目），具有頸部與腹部氣囊。這個研究認為很難確認基礎蜥腳類的骨頭是否有類似鳥類的肺臟，但可確定牠們具有氣囊。

## 外部連結
- 大椎龍與蛋化石 約翰尼斯堡金山大學網頁
- 大椎龍科的特徵 Palaeos.com網站
- 大椎龍簡介（页面存档备份，存于） DinoData.org網站
- 大椎龍簡介PrimeOrigins.co.za網站
- 目前已知最古老的恐龍胚胎 金山大學
- 「罕見的恐龍胚胎，透露出恐龍如何成長」（页面存档备份，存于） 《國家地理雜誌》報導
- 蜥腳形亞目 Thescelosaurus!網站